# ONLY YESTERDAY
『ONLY YESTERDAY』（オンリー イエスタデー）は、1985年にリリースされた来生たかおの11枚目のオリジナルアルバム（LP〈規格品番：28MS-0087〉／CT〈規格品番：28CS-0087〉／CD〈規格品番：H33K-20015〉）である。

## 概要
※原則的に、来生たかおは“来生”に省略、来生えつこは“来生えつこ”と表記。
矢倉銀（来生の編曲時のペンネーム）が手掛けた楽曲は、バックバンドである“スタートル”が演奏を担当しており、そのレコーディングに充分な時間を確保するため、この年のコンサートツアー『Concert Tour '85 Only Yesterday』は、例年より遅く9月からスタートした。
CD復刻盤には「もう少し遠く」「夢みる頃を過ぎても」の2曲が加わり、全体の曲順も入れ替えられている。

## 復刻盤
- 1991年4月25日：CD（規格品番：KTCR-1056）
- 1995年7月21日：歌手デビュー20周年に際し、CD選書Q盤として高城賢によるデジタルリマスター化（規格品番：KTCR-1566）。
- 2007年3月21日：オリジナル・アルバム、企画アルバムを集めた21枚組CD-BOX『来生たかお大全集』（ユニバーサルミュージック／規格品番：UPCY-6355/75）に1995年版を収録（規格品番：UPCY-6365）。

## パッケージの体裁

### アルバムタイトル
※初出のジャケット表記“ONLY YESTERDAY”以外のもの
裏ジャケット（バックインレイ）
- LP：“ONLY YESTERDAY -つい昨日のこと-”
- オリジナル版CD・1991年版CD・1995年版CD・2007年版CD：“OnlyYesterday -つい昨日のこと-”

ケースの側面部
- CT：“オンリィ・イエテタディ -つい昨日のこと-”
- オリジナル版CD：？
- 1991年版CD：“ONLY YESTERDAY”“オンリー・イエテタデイ -つい昨日のこと-”の併用
- 1995年版CD・2007年版CD：“Only Yesterday ”

帯
- LP・オリジナル版CD：“ONLY YESTERDAY -つい昨日のこと-”
- 1991年版CD：“オンリー・イエテタディ”
- 1995年版CD：“Only Yesterday”

“-つい昨日のこと-”というフレーズは歌詞カードでも用いられている。
なお、各種ディスコグラフィーによっても表記は片仮名やアルファベットになっている。

### ディスクジャケット
- オリジナル版CD：ジュエルケースに2つ折りのカード（及び、歌詞カード）を挿入
- 1991年版CD：ジュエルケースに2つ折りのカード（及び、オリジナル版CDのものを基調とした歌詞カード）を挿入
- 1995年版CD：ジュエルケースに2つ折りのカード（及び、オリジナル版CDのものを基調とした歌詞カード・既出オリジナルアルバムのディスコグラフィー）を挿入
- 2007年版CD：ジュエルケースに2つ折りのカード（及び、オリジナル版CDのものを基調とした歌詞カード）を挿入（及び厚紙製ケース付き）

### 帯のコピー
- LP：くりかえし、くりかえし…。
- オリジナル版CD：くりかえし、くりかえし…。LP未収録曲2曲を含む全12曲のCD特別編集。（帯はシール仕様）
- 1991年版CD：記載なし。
- 1995年版CD：ノスタルジックな気持ちを五線譜に託して…。「夢見る頃を過ぎても」、「もう少し遠く」を加えての、CDedition。（“20th anniversary”の記載あり）
1995年版CDの帯には「夢見る頃を過ぎても」とあるが、オリジナルタイトル表記は「夢みる頃を過ぎても」である。

## 収録曲
CD版
1. Times Go By（6：22）
  - 作詞：来生えつこ / 作曲：来生たかお / 編曲：矢倉銀
  - 本曲の前にイントロダクション的なギターのインストゥルメンタルが収録されているが、これは「オーバーチャ」と名付けられ、映画『ワンス・アポン・ア・タイム・イン・アメリカ』（1984年）にインスパイアされて作られたものと思われる[1]。
2. Far Away（4：22）
  - 作詞：来生えつこ / 作曲：来生たかお / 編曲：矢倉銀
3. P.S.メモリー（3：42）
  - 作詞：来生えつこ / 作曲：来生たかお / 編曲：武部聡志
4. Only Yesterday Dream（4：30）
  - 作詞：来生えつこ / 作曲：来生たかお / 編曲：武部聡志
5. About You（4：20）
  - 作詞：来生えつこ / 作曲：来生たかお / 編曲：八木正生
  - 西田敏行主演の東宝映画『植村直己物語』（1986年）の主題歌として使用された。
  - 来生は、フランク・シナトラに歌って欲しいと語ったことがある[2]。
6. もう少し遠く（4：14）
  - 作詞：来生えつこ / 作曲：来生たかお / 編曲：矢倉銀
  - フジテレビ系アニメ『めぞん一刻』（第43,46,89話）の挿入歌として使用され、19thシングル「あした晴れるか」（1986年4月25日リリース）のB面としてシングル・カットされている。
7. Wonder Night（4：23）
  - 作詞：来生えつこ / 作曲：来生たかお / 編曲：八木正生
  - 来生は“自作曲の中で最も甘いラブソングは”との問いの回答として挙げており[3]、トニー・ベネットに歌って欲しいと語ったこともある[2]。
8. はぐれそうな天使（4：05）
  - 作詞：来生えつこ / 作曲：来生たかお / 編曲：武部聡志
  - 18thオリジナル・シングル（1985年9月10日リリース）で、岡村孝子によるカヴァー・ヴァージョン（1986年3月20日リリース）と共に、ニュー・スモール「トゥデイ」HONDA「today」CFイメージソングとして使用された。
  - 来生えつこによる同名小説が短編集『エピソード』（角川書店 / 1988年）に収められている。
  - 後年カバーした歌手は多く出ているが、最初にカバーしたのは金月真美で、「藤崎詩織」名義として1997年11月6日にリリースしたアルバム『Memories』に収録されている。
9. 暗闇にあやふや（3：30）
  - 作詞：来生えつこ / 作曲：来生たかお / 編曲：矢倉銀
10. 緑の正午（まひる）（4：24）
  - 作詞：来生えつこ / 作曲：来生たかお / 編曲：矢倉銀
11. 風の忘れもの（4：02）
  - 作詞：来生えつこ / 作曲：来生たかお / 編曲：武部聡志
  - 十朱幸代、西川きよし主演のTBS系ドラマ『日立スペシャル あの人は風でした 植村直己とその妻』（1985年6月22日・29日）の主題歌として使用された。
12. 夢みる頃を過ぎても（6：36）
  - 作詞：来生えつこ / 作曲：来生たかお / 編曲：武部聡志
  - 18thオリジナル・シングル「はぐれそうな天使」のB面にも収録されている。
  - 本曲の後には、アルバムの冒頭を飾ったギターのインストゥルメンタルが幾分異なる編曲で再び登場する。
  - 郷ひろみがアルバム『LUNA LLENA』（1993年5月21日リリース）でカヴァーしている。

LP・CT版
※各曲の収録時間はLPに記載がないため省略（上記CD版を参照）

### SIDE 1
1. Time Go By
  - 作詞：来生えつこ / 作曲：来生たかお / 編曲：矢倉銀
2. Far Away
  - 作詞：来生えつこ / 作曲：来生たかお / 編曲：矢倉銀
3. About You
  - 作詞：来生えつこ / 作曲：来生たかお / 編曲：八木正生
4. Only Yesterday Dream
  - 作詞：来生えつこ / 作曲：来生たかお / 編曲：武部聡志
5. 風の忘れもの
  - 作詞：来生えつこ / 作曲：来生たかお / 編曲：武部聡志

### SIDE 2
1. 暗闇にあやふや
  - 作詞：来生えつこ / 作曲：来生たかお / 編曲：矢倉銀
2. はぐれそうな天使
  - 作詞：来生えつこ / 作曲：来生たかお / 編曲：武部聡志
3. P.S.メモリー
  - 作詞：来生えつこ / 作曲：来生たかお / 編曲：武部聡志
4. 緑の正午（まひる）
  - 作詞：来生えつこ / 作曲：来生たかお / 編曲：矢倉銀
5. Wonder Night
  - 作詞：来生えつこ / 作曲：来生たかお / 編曲：八木正生

## 参加ミュージシャン
記載なし

## 参加スタッフ
- Producer：多賀英典
- Director：本間一泰
- Sound Producer and Engineer：清水高志 (MIX)
- Second Engineer：脇田貞二 for MIX
- Assistant Engineer：MIX ALL Staffs
- Design, Photography and Illustration：田島照久
- Artist Relation：Kaoru Nakano、柴田幹夫
- Thanks To Mutsumu Nakajima for Half Tone Music、Mieko Shinohara、松田真人、宮崎真哉、中野薫